# Тамьен (язык)
Тамьен (Santa Clara, Tamien, Thamien, Tamyen) - мёртвый один из 8 языков олони, на котором раньше говорил народ тамьен, ранее проживающий в деревнях долины Санта-Клара к югу от залива Сан-Франциско штата Северная Калифорния в США. Тамьен перечисляется как один из диалектов утийской языковой семьи. Он в основном был языком, на котором говорили уроженцы первой и второй миссий Санта-Клара (обе обнаружены в 1777 году).